# كهف جوتمانيس
كهف جوتمانيس هو أوسع وأعلى كهف في دول البلطيق، يقع على نهر جاوجا في منتزه سيغولدا الوطني في لاتفيا.